# بحر المجتث
بَحْرُ المُجْتَثِّ هو أحد بحور الشعر، وسمي بالمجتث، لأنه اجْتُثَّ، أي قُطِعَ، من طويل دائرته (دائرة المشتبه)، أي أَنَّكَ اجْتَثَثْتَ أَصْلَ الجُزْءِ الثّالث وهو: مَفْ، فَوَقَعَ ابْتداءُ البَيْتِ من عُولَاتُ مُسْ (ثمّ صُيِّرَتْ مُسْتَفْعِ.لُنْ).

## وزن بحر المجتث
وزن بحر المجتث حسب الدوائر العروضية، ولكنه غير مستعمل:
أما وزنه المستعمل فهو مجزوء وجوبا:

## مفتاح البحر
أو

## العروض
تفعيلة عروض بحر المجتث هي (فَاعِلَاتُنْ)، وإذا دخلها الخبن فتصبح (فعلاتن).